# Strobilanthes perplexa
Strobilanthes perplexa är en akantusväxtart som beskrevs av John Richard Ironside Wood. Strobilanthes perplexa ingår i släktet Strobilanthes och familjen akantusväxter. Inga underarter finns listade i Catalogue of Life.